# Чернецька сільська рада
Чернецька сільська́ ра́да — колишній орган місцевого самоврядування у Талалаївському районі Чернігівської області. Адміністративний центр — село Чернецьке.

## Населені пункти
Сільській раді підпорядковані населені пункти:
- с. Чернецьке
- с. Глибоке
- с. Діброва
- с. Макаренкове
- с. Співакове

## Загальні відомості
- Територія ради: 54,9 км²
- Населення ради: 805 осіб (станом на 2001 рік). З них, село Чернецьке — 827 осіб, село Макаренкове — 93особи, село Глибоке — 22 особи, село Діброва — 52 особи, село Співакове — 111 осіб.
- Відстань до районного центру шосейними шляхами 27 кілометрів.

## Історія
Нинішня сільська рада зареєстрована у 1924 році. Стала однією з 13-ти сільських рад Талалаївського району і однією з трьох, яка складається з 5-ти населених пунктів.

## Склад ради
Рада складається з 14 депутатів та голови.
- Голова ради: Дмитрюк Сергій Борисович
- Секретар ради: Панасенко Таїсія Петрівна

### Керівний склад попередніх скликань
| ПІБ                      | Основні відомості                                                                                  | Дата обрання | Дата звільнення |
| ------------------------ | -------------------------------------------------------------------------------------------------- | ------------ | --------------- |
| Топчій Михайло Іванович  | Сільський голова, 1960 року народження, освіта вища, член Всеукраїнського об'єднання «Батьківщина» | 26.03.2006   | 31.10.2010      |
| Топчій Михайло Іванович  | Сільський голова, 1960 року народження, освіта вища, член Всеукраїнського об'єднання «Батьківщина» | 31.10.2010   |                 |
| Дмитрюк Сергій Борисович | |              |                 |

Примітка: таблиця складена за даними джерела

### Депутати
За результатами місцевих виборів 2010 року депутатами ради стали:

#### За суб'єктами висування
| Суб'єкт висування | Кількість обраних депутатів | %   |
| ----------------- | --------------------------- | --- |
| Самовисування     | 14                          | 100 |

#### За округами
| № округу | Прізвище, ім'я, по батькові   | Дата визнання обраним | Освіта         | Партійна приналежність                        | Відомості про обраного депутата                                                                               |
| -------- | ----------------------------- | --------------------- | -------------- | --------------------------------------------- | --- |
| 1        | Панасенко Таїсія Петрівна     | 01.11.2010            | Освіта вища    | позапартійна                                  | Чернецька сільська рада, секретар                                                                             |
| 2        | Зарва Юлія Андріївна          | 01.11.2010            | Освіта вища    | член Партії регіонів                          | декретна відпустка по догляду за дитиною                                                                      |
| 3        | Яковенко Ольга Костянтинівна  | 01.11.2010            | Освіта вища    | позапартійна                                  | приватний підприємець                                                                                         |
| 4        | Співак Володимир Анатолійович | 01.11.2010            | Освіта вища    | член Всеукраїнського об'єднання «Батьківщина» | Чернецька загальноосвітня школа І-ІІІ ст., вчитель                                                            |
| 5        | Литвиненко Віра Михайлівна    | 01.11.2010            | Освіта середня | член Всеукраїнського об'єднання «Батьківщина» | фельдшерсько-акушерський пункт, фельдшер                                                                      |
| 6        | Дмитрюк Світлана Леонідівна   | 01.11.2010            | Освіта середня | член Всеукраїнського об'єднання «Батьківщина» | КСП «Чернецьке», бухгалтер                                                                                    |
| 7        | Луценко Ольга Миколаївна      | 01.11.2010            | Освіта середня | позапартійна                                  | КСП «Чернецьке», зоотехнік                                                                                    |
| 8        | Троценко Катерина Степанівна  | 01.11.2010            | Освіта вища    | член Всеукраїнського об'єднання «Батьківщина» | Чернецька загальноосвітня школа І-ІІІ ст., вчитель                                                            |
| 9        | Ілляшенко Марія Володимирівна | 01.11.2010            | Освіта середня | член Всеукраїнського об'єднання «Батьківщина» | фельдшерсько-акушерський пункт, фельдшер                                                                      |
| 10       | Михайлюк Валентина Миколаївна | 01.11.2010            | Освіта вища    | член Партії регіонів                          | Чернецька загальноосвітня школа І-ІІІ ст., вчитель                                                            |
| 11       | Співак Надія Леонідівна       | 01.11.2010            | Освіта середня | позапартійна                                  | сільська рада, землевпорядник                                                                                 |
| 12       | Співак Ольга Іванівна         | 01.11.2010            | Освіта середня | член Партії регіонів                          | декретна відпустка по догляду за дитиною                                                                      |
| 13       | Золотопер Юлія Вікторівна     | 01.11.2010            | Освіта вища    | член Партії регіонів                          | територіальний центр по обслуговуванню пенсіонерів, одиноких та непрацездатних громадян, соціальний працівник |
| 14       | Варчак Григорій Миколайович   | 01.11.2010            | Освіта вища    | позапартійний                                 | Чернецька загальноосвітня школа І-ІІІ ст., директор                                                           |

## Господарська діяльність
На території сільради працює Чернецька ЗОШ І-ІІІ ст., в якій навчається 45 учнів, також функціонують медична амбулаторія, будинок культури, магазини, пошта, господарські об'єкти.